# Orde van Burgerlijke Verdienste (Honduras)
Over de Orde van Burgerlijke Verdienste van Honduras is alleen te vinden dat deze in vijf graden is onderverdeeld.

## Graden
- Grootkruis
- Grootofficier
- Commandeur
- Officier
- Ridder

## Versierselen
Het kleinood en het lint zijn niet bekend.